# إيه إن/إيه آر سي-164

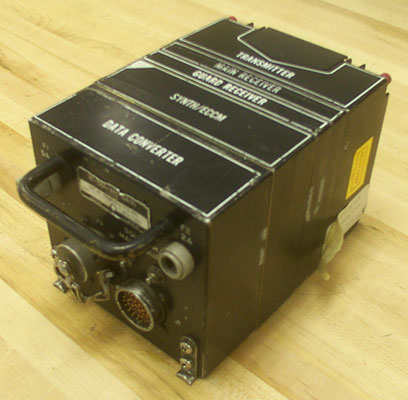
مستقبل / مرسل(ARC-164).

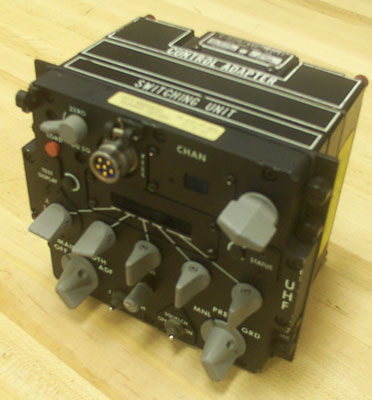
لوحة تحكم ARC-164 (C-11719).

إيه إن/إيه آر سي-164 (بالإنجليزية: AN/ARC-164)‏ هو نظام اتصالات محمول جوا، يعمل على التردد فوق العالي (UHF)، أستخدم على طائرات بي-52 ستراتوفورتريس، بي-1 لانسر، فيرتشايلد سي-26 ميترولاينر، بوينغ كيه سي -135، C-23، لوكهيد سي-130 هيركوليز، سي-141 ستارليفتر، إف-15 إيغل، إيه - 10 ثاندر بولت الثانية، إف-16 فايتنغ فالكون، يو إتش-1 إركويس، بوينغ سي إتش-47 شينوك، سي إتش-53 سي ستاليون، إتش-60 وإس-70بي .